# Прецаканият Фреди
„Прецаканият Фреди“ (на английски: Freddy Got Fingered) е американска комедия от 2001 г. на режисьора Том Грийн в режисьорския му дебют, който пише сценария с Дерек Харви и изпълнител на главната роля.
Филмът е пуснат на 20 април 2001 г. от 20th Century Fox. Номиниран е за пет награди „Златна малинка“.

## Актьорски състав
| Актьор            | Роля                                             |
| ----------------- | ------------------------------------------------ |
| Том Грийн         | Гордън Броуди                                    |
| Рип Торн          | Джим Броуди                                      |
| Мариса Кафлан     | Бети Менджър                                     |
| Еди Кей Томас     | Фреди Броуди                                     |
| Харланд Уилямс    | Дарън                                            |
| Антъни Майкъл Хол | Дейв Дейвидсън                                   |
| Джули Хагърти     | Джули Броуди, майката на Гордън                  |
| Дрю Баримор       | Рецепционистката на Дейвидсън, годеница на Грийн |
| Шакил О'Нийл      | Себе си                                          |